# Muscardinus hispanicus
Muscardinus hispanicus — вимерлий вид гризунів родини вовчкових (Gliridae).

## Поширення
Цей вид ліскульок був виявлений в таких країнах: Франція (1 колекція), Німеччина (1), Угорщина (1), Польща (1), Іспанія (2). Він жив у епоху міоцену.